# السلب النفسي

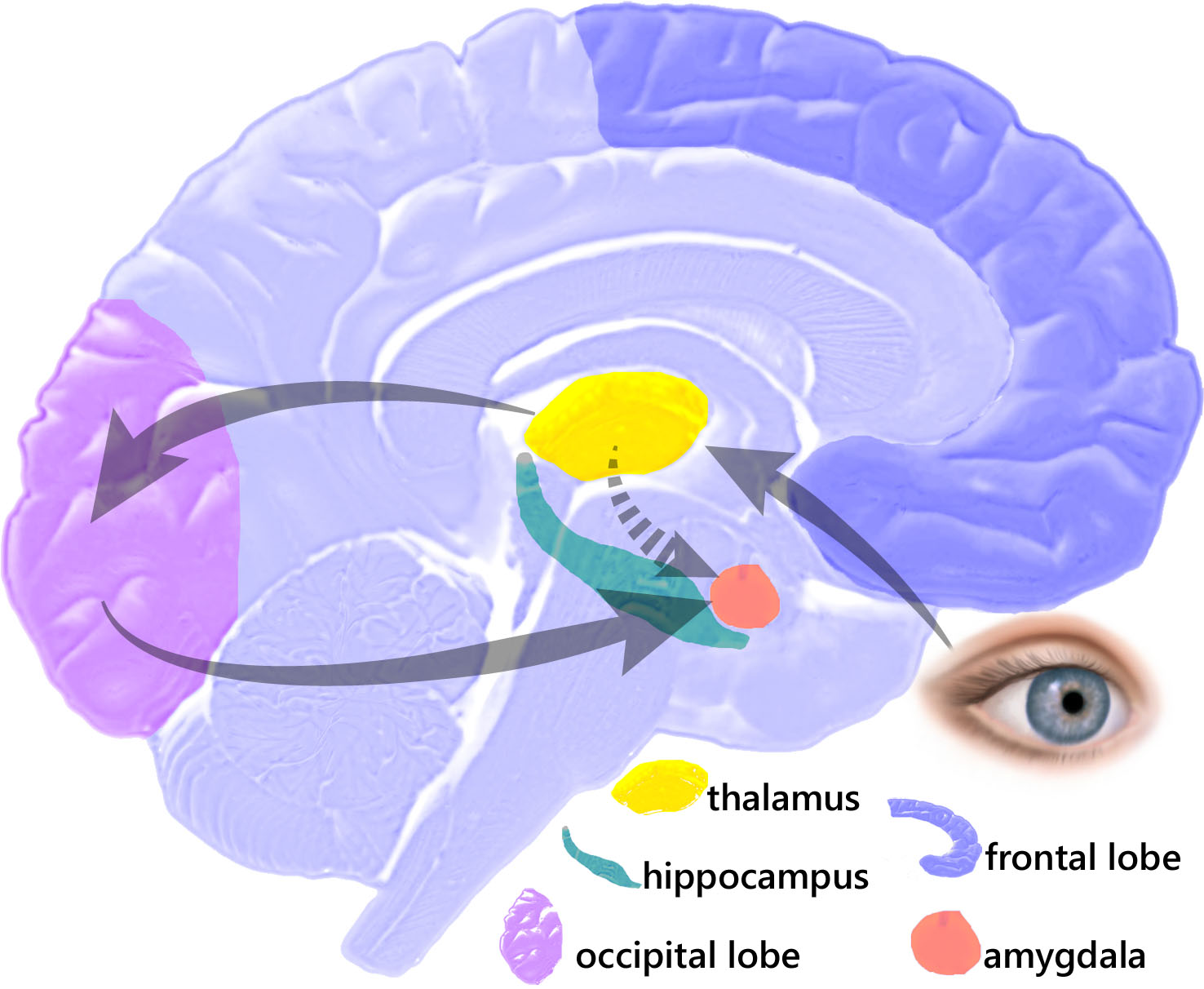

السلب النفسي عبارة عن إرسال الانطباعات الحسية مباشرة من المهاد إلى اللوزة الدماغية، قبل معالجتها بالكامل في القشرة المخية، حيث أن إرسال هذه المعلومات يمر بالمناطق القشرية التي تنظمها و تعالجها لكن هذا لا يحدث عند السلب النفسي.